# نیکو سرانو
نیکو سرانو (انگلیسی: Nico Serrano؛ زادهٔ ۵ مارس ۲۰۰۳) بازیکن فوتبال اهل اسپانیا است که در حال حاضر برای باشگاه فوتبال راسینگ فرول بازی می‌کند.
از باشگاه‌هایی که در آن بازی کرده است می‌توان به باشگاه فوتبال پک زووله، باشگاه فوتبال اوساسونا، باشگاه فوتبال میراندس، باشگاه فوتبال راسینگ فرول، باشگاه فوتبال اتلتیک بیلبائو بی، باشگاه فوتبال ویارئال، و باشگاه فوتبال اتلتیک بیلبائو اشاره کرد.
وی همچنین در تیم‌های ملی فوتبال زیر ۱۶ سال اسپانیا، زیر ۱۷ سال اسپانیا، زیر ۱۸ سال اسپانیا، و زیر ۱۹ سال اسپانیا بازی کرده است.